# Motowyliwka
Motowyliwka (ukr. Мотовилівка; hist. pol. Motowidłówka) – wieś na Ukrainie, w obwodze żytomierskim, w rejonie lubarskim. W 2001 roku liczyła 929 mieszkańców.
Należała do Piotrowskim, potem Malinowskich. Pod rozbiorami była siedzibą gminy Motowidłówka powiatu żytomierskiego.

## Urodzeni w Motowyliwce
- Ryszard Fidelski – polski lekarz wojskowy, pułkownik Wojska Polskiego, naukowiec, hematolog, immunolog, patomorfolog, specjalista medycyny sądowej, jeden ze współorganizatorów i wieloletni wykładowca Wojskowej Akademii Medycznej w Łodzi, uczestnik kampanii wrześniowej, żołnierz Armii Krajowej[1].